# Barabashov (cratera)
Barabashov é uma cratera marciana. Tem como característica 125.6 quilômetros de diâmetro. O seu nome é em homenagem a Nikolai Pavlovich Barabashov, um astrónomo russo.